# Colitis eosinofílica
La colitis eosinofílica es una enfermedad poco frecuente del aparato digestivo que se caracteriza por diarrea, dolor abdominal y la existencia de infiltrados de leucocitos eosinófilos en la pared del colon, la evolución suele ser benigna sin graves complicaciones. Es un caso particular dentro de la gastroenteritis eosinofílica, que tiene características similares, pero con afectación más extensa en cualquier parte del tubo digestivo como el estómago y el duodeno.

## Incidencia
Se calcula que se presenta 1 caso por cada 100 000 habitantes. Es más frecuente entre los 30 y 60 años.

## Etiología
Se desconoce la causa del mal, se cree que esta desencadenada por un proceso inmunológico de origen desconocido. Algunas hipótesis señalan que el origen de la enfermedad sería un mecanismo de hipersensibilidad a determinadas alimentos o fármacos.

## Diagnóstico
El diagnóstico se basa en la existencia de síntomas como diarrea, dolor abdominal y pérdida de peso y en la presencia de infiltrados por leucocitos eosinófilos en la mucosa del colon. Para comprobar la existencia de infiltrados es preciso realizar una colonoscopia con biopsias. Es necesario descartar la existencia de parásitos en el tubo digestivo que puedan originar el aumento de eosinófilos.